# EA-18G咆哮者電子作戰機
EA-18G「咆哮者」（EA-18G Growler）是波音公司開發的艦載型電子作戰機，在2009年進入美國海軍服役。本機以雙座型的F/A-18F超級大黃蜂為基礎開發，用以取代EA-6徘徊者式電子作戰機。而機上的電戰系統主要由諾斯洛普·格拉曼公司提供。

## 開發沿革

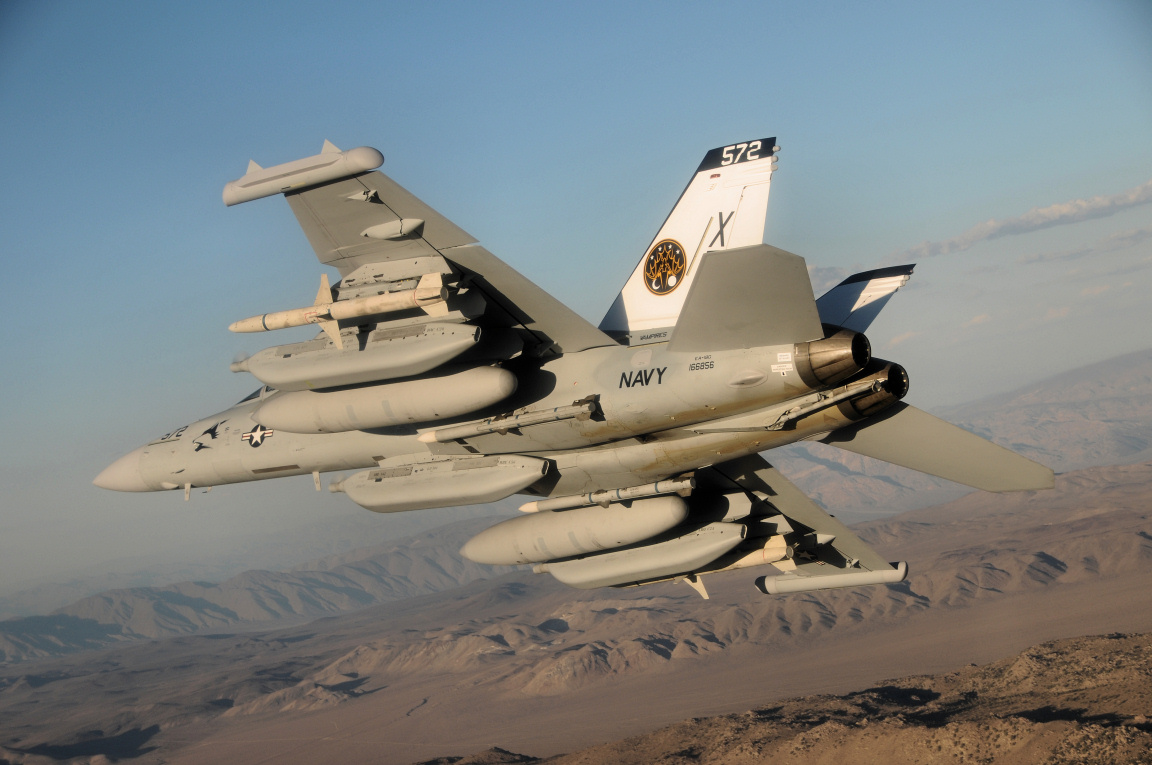
一架掛載副油箱及飛彈的 EA-18G 咆哮者電子作戰機（機體編號 166856）正於 VX-9「吸血鬼」中隊（第九空中測試與評估中隊）中接受測試與評估，攝於2008年8月。

2001年11月15日，波音公司成功完成在F/A-18F上搭載ALQ-99電子作戰系統的測試及概念驗證。
2008年12月，美國海軍批出開發合約給波音公司為主要承辦商。作為主要承辦商的波音公司，負責機身前端、機翼生產及最後組裝；而次承辦商的諾斯洛普·格魯曼則負責機身中後、機身後段及主要電子作戰設備的生產。
2004年10月22日，首架EA-18G试验型EA-1开始进入生產階段，该试验机于2006年8月3日出廠，并最终于2006年8月15日在密苏里州的圣路易斯进行了首次飞行测试。2006年9月22日，運到位於馬里蘭州的帕图森河海军航空站進行實驗室測試。
2006年11月10日，第二架試驗機EA-2在兰伯特-圣路易国际机场完成了1.4小时的飞行，该试验机将主要用于航空电子和电子攻击试飞。
2006年11月29日，運往帕圖森河海軍航空站美國海軍基地。
2007年9月25日，美国海军接受首架咆哮者电子攻击机。
2013年2月28日，澳洲皇家空軍獲准以商售方式購入12架EA-18G，成為此型電戰機的唯一海外用戶。及後，該批飛機於2017年正式服役。至2021年，澳軍再通過美外軍售，補購一架EA-18G，以代替其中一架折損機材，亦是此款機型第一次通過此途徑銷售。

## 用户

### 澳大利亚
- 澳大利亚皇家空军
  - 澳大利亚皇家空军第6中队（英语：No. 6 Squadron RAAF）

### 美国
- 美国空军
  - 美国空军第390电子战中队（英语：390th Electronic Combat Squadron）：与美国海军第129电子战中队（英语：VAQ-129）共同为海军单位培养电子作战官。[10]
- 美国海军- 共有153架EA-18G
  - 美国海军第129电子战中队（英语：VAQ-129）[11]
  - 美国海军第131电子战中队（英语：VAQ-131）
  - 美国海军第132电子战中队（英语：VAQ-132）[12]
  - 美国海军第133电子战中队（英语：VAQ-133）
  - 美国海军第134电子战中队（英语：VAQ-134）
  - 美国海军第135电子战中队（英语：VAQ-135）[13]
  - 美国海军第136电子战中队（英语：VAQ-136）
  - 美国海军第137电子战中队（英语：VAQ-137）
  - 美国海军第138电子战中队（英语：VAQ-138）
  - 美国海军第139电子战中队（英语：VAQ-139）
  - 美国海军第140电子战中队（英语：VAQ-140）
  - 美国海军第141电子战中队（英语：VAQ-141）
  - 美国海军第142电子战中队（英语：VAQ-142）
  - 美国海军第144电子战中队（英语：VAQ-144）
  - 美国海军第209电子战中队（英语：VAQ-209）
  - 美国海军第9空中测试与评估中队
  - 美国海军第23空中测试与评估中队（英语：VX-23）
  - 美国海军第31空中测试与评估中队（英语：VX-31）
  - 美国海军航空作战发展中心（英语：Naval Aviation Warfighting Development Center）

## 規格（EA-18G）
参考资料： and U.S. Navy F/A-18E/F fact file.
基本信息
- 机组：2
- 內部燃料槽容量: 13,940 lb (6,323 kg)
- 外掛燃油槽容量: (3 x 480 gal tanks): 9,774 lb (4,420 kg)

性能
- 推重比：0.93

武器

- 機槍：無
- 外挂点：總共11個掛架，8個在機翼下方，3個在機身下方 挂载能力外掛油箱和武器彈藥種重量17,750 lb (8,050 kg)，
- 飛彈：

  - 空對空飛彈：
    - 2× AIM-120 AMRAAM

  - 空對地飛彈：
    - 2× AGM-88 高速反輻射飛彈(HARM) 
    - 2× AGM-154 聯合距外武器

## 外部連結
- 央視-咆哮者干擾偵查一體（页面存档备份，存于）
- （英文）EA-18G Growler（页面存档备份，存于）（美國波音防務官網）
- （英文）EA-18G Growler（页面存档备份，存于）（美國海軍航空系統指揮部（英语：Naval Air Systems Command）官網）
- （繁體中文）美國海軍EA-18G電戰機（青年日報）
- （繁體中文） 美國海軍防空制壓主力──EA-18G電戰機（页面存档备份，存于）（青年日報）